# Myristica agusanensis
Espèce
Myristica agusanensis est une espèce de plantes de la famille des Myristicaceae.

## Liste des sous-espèces
Selon Catalogue of Life (10 avril 2019) :
- sous-espèce Myristica agusanensis subsp. agusanensis
- sous-espèce Myristica agusanensis subsp. squamulosa

## Publication originale
- Leaflets of Philippine Botany 8: 2775. 1915.